# Ricaduta radioattiva

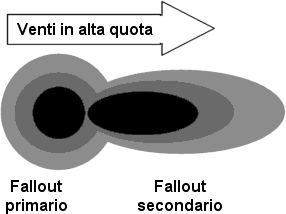
Schema di fall-out radioattivo: a zone più scure corrisponde ricaduta maggiore.

La ricaduta radioattiva di una esplosione nucleare (chiamata in inglese fall-out) è il materiale coinvolto nell'esplosione, reso radioattivo e lanciato in aria fino al limite della troposfera (12 km di quota) che ricade sotto forma di cenere e pulviscolo altamente letale.

## Forma della ricaduta
La ricaduta del materiale nella zona dell'esplosione (fallout primario) inizia entro pochi minuti con i detriti e le polveri più pesanti; il materiale più fine, che viene scagliato in aria e trasportato dal vento, inizia a ricadere da una a due ore dopo (fallout secondario). La coda del fallout secondario può allungarsi per decine di chilometri per le esplosioni più potenti; in genere il materiale radioattivo continua a cadere per un tempo che va da sei a trenta ore. La forma e la lunghezza della coda del fallout secondario dipendono molto dall'andamento dei venti negli strati superiori dell'atmosfera. Se i venti cambiano direzione con la quota la coda può assumere una forma curva.

## Pericolosità della ricaduta
I primi materiali a ricadere sono anche i più radioattivi: la pericolosità del materiale in ricaduta è massima all'inizio del fallout e si attenua con il tempo, man mano che decadono gli isotopi radioattivi con emivita più breve. Dopo circa 48 ore il livello di radioattività dei materiali raggiunge un valore stabile e smette di diminuire. Gli eventuali sopravvissuti devono quindi abbandonare la zona sottovento all'esplosione il più rapidamente possibile, o cercare subito un rifugio, possibilmente un bunker sotterraneo, in cui trascorrere almeno i successivi due giorni.
Tra gli isotopi radioattivi che vengono a prodursi troviamo gli isotopi radioattivi dello iodio. Infatti uno dei principali problemi a cui sono andate incontro le persone che vivevano nelle zone limitrofe a Černobyl' (fino a 500 km) fu il carcinoma della tiroide (lo iodio naturalmente tende ad accumularsi nella tiroide, per cui fu principalmente la tiroide ad essere esposta a dosi massicce di radiazioni).